# XMXTサイゴンFC
シーマン・スアンタイン・サイゴンFC (英語: Xi măng Xuân Thành Sài Gòn Football Club、ベトナム語: Câu lạc bộ bóng đá Xi măng Xuân Thành Sài Gòn) は、ベトナムのホーチミン市 (旧称：サイゴン)を本拠地とし、2011年から2013年にかけて存在したサッカークラブである。メインスポンサーはシーマン・スアンタイン（スアンタイン・セメント）を擁するスアンタイングループであり、これがクラブ名の由来である。トンニャット・スタジアムをホームスタジアムとして利用していた。
2011年にベトナム・ファーストディヴィジョン（2部）で優勝し、Vリーグ（1部）昇格を果たす。翌2012年はVリーグ3位に入り、ベトナムカップでも優勝を果たした。しかし2013年8月、規定違反による勝ち点4減点処分の決定に反発し、シーズン中にもかかわらずVリーグから撤退した。

## 獲得タイトル
- ベトナム・ファーストディヴィジョン

優勝 (1): 2011
- ベトナムカップ

優勝 (1): 2012

## AFC国際大会
- AFCカップ: 1回出場

2013: TBD
| シーズン | 大会      | ラウンド       |                  | クラブ                 | ホーム | アウェー |
| -------- | --------- | -------------- | ---------------- | ---------------------- | ------ | -------- |
| 2013     | AFCカップ | グループリーグ | シンガポールの旗 | タンピネス・ローバース |        |          |
|          |           | グループリーグ | インドの旗       | イースト・ベンガル     |        |          |
|          |           | グループリーグ | マレーシアの旗   | セランゴール           |        |          |

## 歴代監督
2010年以降の歴代監督
| 名前          | 国籍         | 期間      | 獲得タイトル |
| ------------- | ------------ | --------- | ------------ |
| Lư Đình Tuấn  | ベトナムの旗 | 2010-2012 |              |
| Trần Tiến Đại | ベトナムの旗 | 2012-2012 |              |
| Lư Đình Tuấn  | ベトナムの旗 | 2012-現在 |              |